# Archief en Museum voor het Vlaams Leven te Brussel
Het Archief en Museum voor het Vlaams Leven te Brussel (AMVB) werd opgericht in 1977. Het is een pluralistische archiefinstelling binnen het Brussels Hoofdstedelijk Gewest die het roerend en immaterieel erfgoed van Brusselse, Nederlandstalige organistaties, personen en families verwerft, beheert, onderzoekt en ontsluit. Het AMVB is gevestigd aan de Arduinkaai in het centrum van Brussel.
De collectie bestaat uit archieven, een geluidsbank, digitale bronnen, een erfgoedcollectie, een verzameling Brusselse tijdschriften en een bewaarbibliotheek met betrekking tot het erfgoed van organisaties, personen en families die betrekking hebben tot de Brussels geschiedenis.
Het AMVB geeft een tweemaal per jaar verschijnend huisblad uit met de naam Arduin. Dit huisblad is gekoppeld aan de tussentijdse elektronische nieuwsbrief @rduin, die als doel heeft de leden van het AMVB op de hoogte te houden van actualiteiten, met onder meer de rubrieken PRJCT (projecten), CLLCT (collectie) en BRSSL (Brussel).
Naast tijdelijke tentoonstellingen organiseert het AMVB lezingen, educatieve en wetenschappelijke projecten en museumavonden en neemt het deel aan talrijke activiteiten zoals Erfgoeddag, Zot-van-de-Zennedag, Open Monumentendag en Vlaanderen Feest.
De catalogus ADLIB is online raadpleegbaar.
Het AMVB wordt gesubsidieerd door de Vlaamse Gemeenschap en de Vlaamse Gemeenschapscommissie.